# Брескенс
Брескенс (на нидерландски: Breskens) е пристанищен град в Югозападна Нидерландия. Има население от 4170 жители (по приблизителна оценка от януари 2011 г.), Влиза в състава на провинция Зеландия. В града се провежда фестивал на рибата – най-големият в провинцията. Между Брескенс и Флисинген съществува фериботна връзка. Селището е основано през 1510. На 9 ноември 1944 градът е бомбардиран от силите на Антихитлеристката коалиция и голяма част от историческата част на града е унищожена.

## Личности
Родени в Брескенс
- Вилем ван Ханегем (р. 1944), футболист и треньор по футбол